# Kiskunhalas–Kiskunfélegyháza-vasútvonal
A Kiskunság déli vidékein haladó Kiskunhalas–Kiskunfélegyháza-vasútvonal a MÁV 155-ös számú, egyvágányú, 25 kV 50 Hz-cel villamosított vonala. A Cegléd–Szeged-vasútvonalat és a Budapest–Kelebia-vasútvonalat köti össze. A vasútvonal Kiskunmajsa állomásán volt a kecskeméti kisvasút egyik végállomása is.
Pályaállapot
Legtöbb vasútállomáson Kiskunmajsa, Jászszentlászló, Harkakötöny, és Kiskunhalas és megállóhelyeken Tajó és Galambos 60-as lassú jel van kitűzve, mivel ezeken az állomásokon a Kitérők (váltók) maximális járhatósága 60 km/h. Valamint 60-as lassújel van kitűzve Konyhadűlő vasúti megállóhely és Kiskunmajsa vasútállomás között ami a mai szemmel egy elbontott megállóhely és nem látható sehol. Több állomáson és megállóhelyen több száz Vasbetonaljat cseréltek ki. Jászszentlászlón, Kiskunmajsán, és Tajón az első vágányaikat benőtte a természet és a fű, így járhatatlanok. Valamint a Balotaszállás elágzás és Kiskunhalas kétvágányú váltó állomás-tól 40-60-as lassújel, valamint Külsőhalas megállóhely ki és be érkezésnél egy 1 km-es szakaszon 20 km/h lassújel van kitűzve. A pálya nagyjából minden egyes szakaszon járható 100 km/h-val.

## Történet

### Építése
A két részben megépülő helyiérdekű vasútvonalat a Félegyházi–Majsa–Halasi HÉV társaság építette. A MÁV félegyházi állomásától kiágazó vasútvonal első, Majsáig tartó, 24,7 km hosszú szakaszát 1899. március 3-án adták át a forgalomnak. A vonal második, Kiskunhalasig tartó, 20,4 km hosszú szakaszát jóval később, 1912. október 19-én nyitották meg. Mindkét vonalszakasz felépítményét 23,6 kg/fm tömegű, „i” jelű sínekből építették.

### Későbbi fejlesztések
A vasútvonal villamosítása 1980. december 9-re készült el. A Cegléd–Szeged-vasútvonalnak a Cegléd és Kiskunfélegyháza közti szakaszával együtt azért villamosították, hogy a Szovjetunió és Jugoszlávia közötti teherforgalmat Budapest kikerülésével tudják lebonyolítani. A villamosítás nem szerepelt az ötödik ötéves tervben, a költségek fedezésére 4 millió szovjet rubel hitelt vett fel az állam.

## Járművek

### Személyforgalom
Korábban V43 + Bhv kocsikkal történt a személyszállítás, a vonatok Kiskunfélegyháza és Kiskunhalas között közlekedtek. A délkör vonatok megjelenése óta a MÁV 6341 típusú, Uzsgyi becenevű orosz motorvonatokkal történt a személyszállítás ezen a vonalon, eleinte Kecskemét – Kaposvár (pár járat esetén Kecskemét – Nagykanizsa), később Kecskemét – Dombóvár, végül Kecskemét – Baja viszonylaton. Ezek üzemképtelensége esetén előfordulhatott szóló vagy dupla Bzmot is. Hétvégenként Stadler FLIRT motorvonatok is be vannak osztva a személyforgalomba ezen a vonalon, 2025. 02. 01-től. (Az oka hogy a mozdonyvezetők jobban megismerhessék a vasúti járművet és annak kezelését, vezetését)
A 150-es vonal felújítása megkavarta ezen vonal életét is. 2023. július 15-étől a szerelvények végállomása a 150-es vonal felújítása miatt a Balotaszállás elágazás területén kialakított Külsőhalas lett és az InterRégió vonatok viszonylata lerövidült idáig. 2023. augusztus 28-a óta a vonalon V43 + 2 Fecske/Posta Bhv + BDt (Fecske inga) szerelvények szállítják az utasokat. 2025. februárjában azonban Stadler FLIRT motorvonatok is megjelentek a vonalon hétvégente. (Azért, hogy a mozdonyvezetők kiismerjék a típust a 150-es vonal nyitása előtt.)
2025. április 23. és július 6. között a vonatok csak Kiskunmajsáig járnak, onnan Jánoshalmáig vonatpótló autóbusz közlekedik.

### Teherforgalom
A vonalon jelen vannak a tehervonatok, de nem számottevőek. Jelenleg a 150-es vonal építéséhez szükséges szerelvények közlekednek, illetve Kiskunmajsára közlekedik tehervonat hétfőnként és szerdánként (esetleg péntekenként) M47-es vontatással Kiskunfélegyházáról, jellemzően fát visznek el.
A fent említett építkezés előtt a következőek voltak még jellemzőek: Áthaladó teherforgalomban előfordulhatott az összes, Magyarországon közlekedő magán vasúttársaság mozdonya, nagy ritkán közlekedett MÁV villanymozdony (Szili, Gigant) által vontatott tehervonat. Utóbbiak akkor közlekedtek erre, ha a 150-es vonalon vágányzár vagy egyéb akadályozó tényező volt. Helyi tehervonat is közlekedett: Kiskunhalas és Kiskunfélegyháza között eseti jelleggel közlekedett tehervonat M62-es vontatással.

## Járatok
Az adatok 2025. április 23-án életbe lépett menetrend és az aktuális vágányzári hirdetmény alapján kerültek rögzítésre.
| Vonat                                  | Útvonal                                        |
| -------------------------------------- | ---------------------------------------------- |
| 7800-7897 Kiskun IR                    | Baja - Kecskemét                               |
| 7808, 7809 Kiskun IR                   | Baja - Kiskunfélegyháza (naponta)              |
| 7810, 7829, 7820, 7817, 7813 Kiskun IR | Baja - Kiskunfélegyháza (csak munkanapokon)    |
| 7811, 7814, 7816, 7823 Kiskun IR       | Baja - Kiskunfélegyháza (munkanap és vasárnap) |

## Galéria

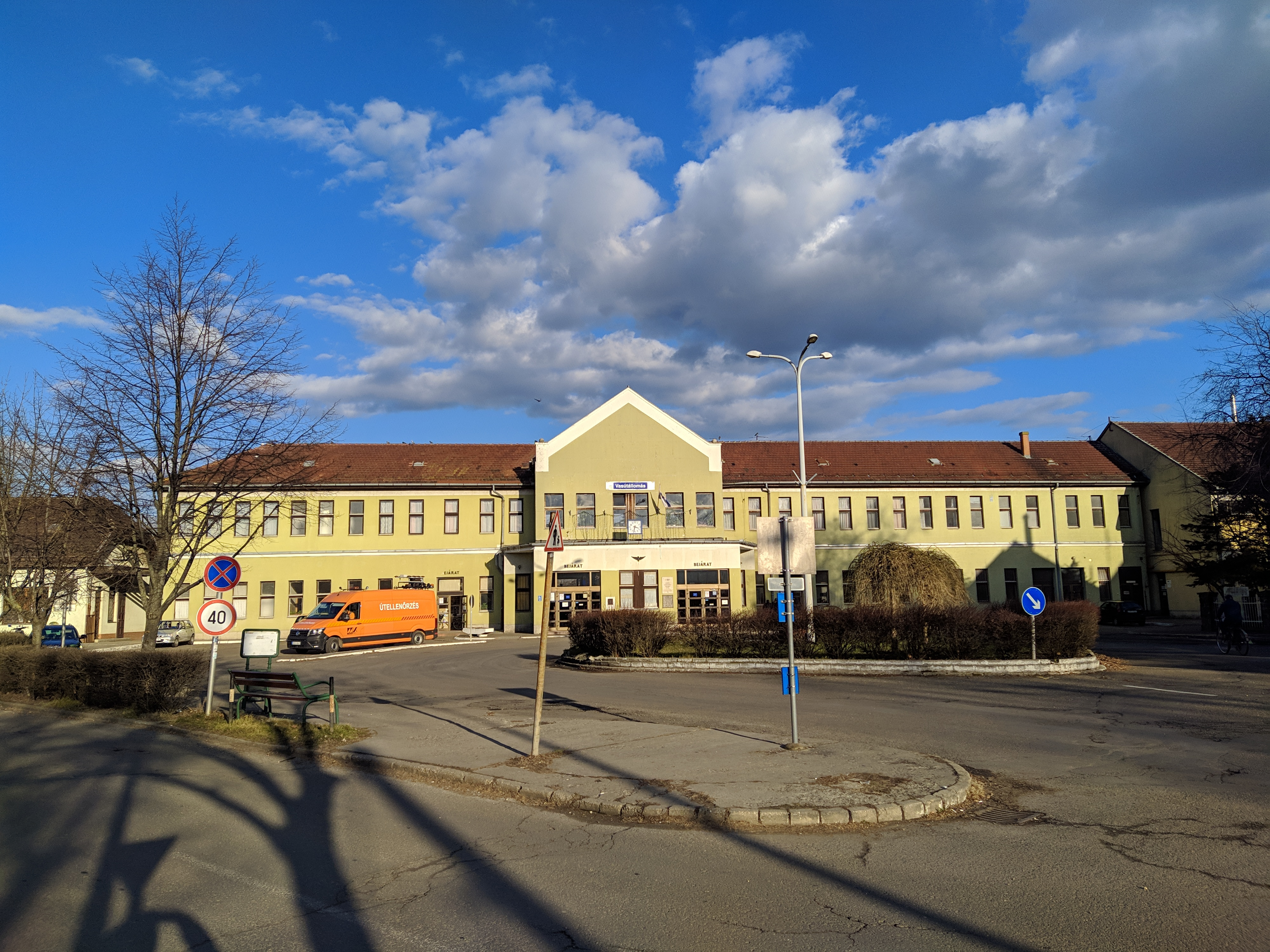
Kiskunhalas vasútállomás
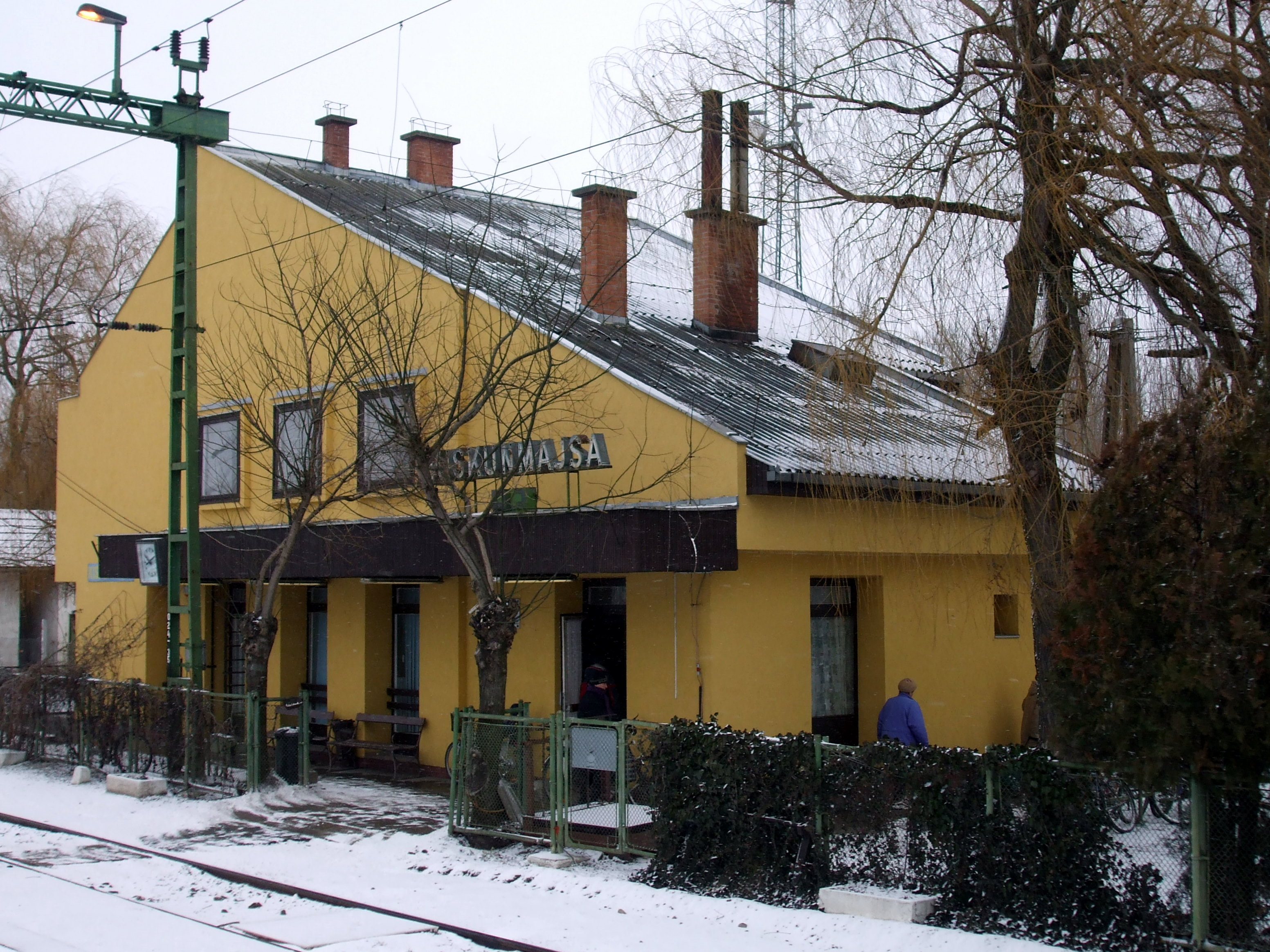
Kiskunmajsa felvételi épülete
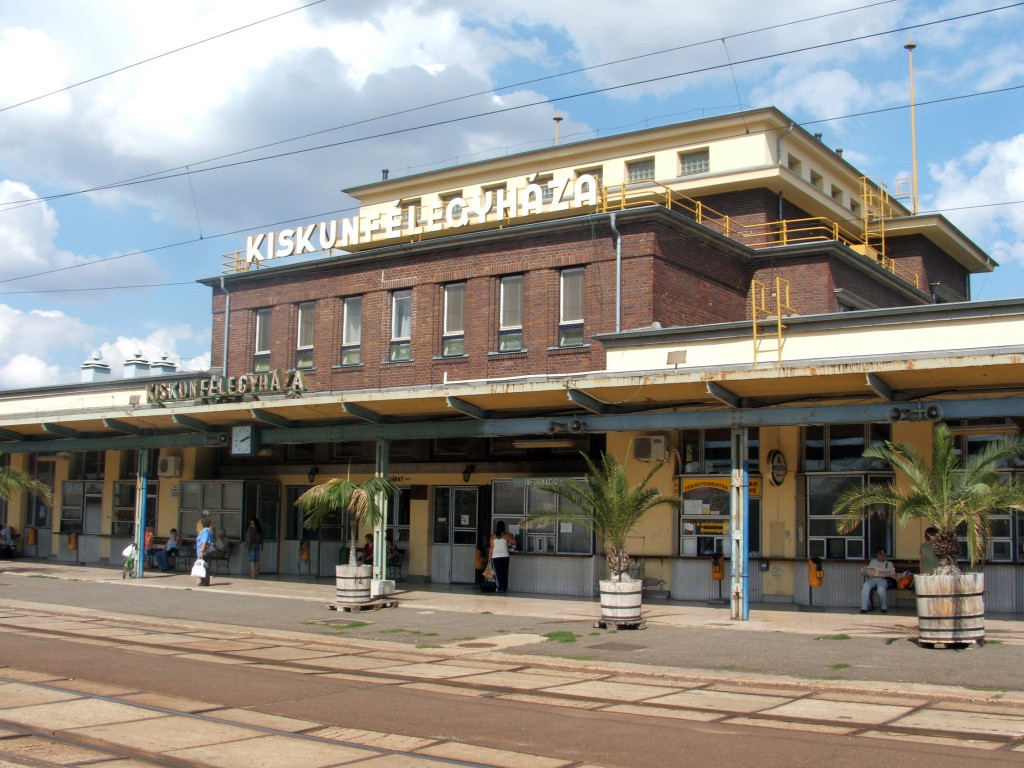
Kiskunfélegyháza állomás
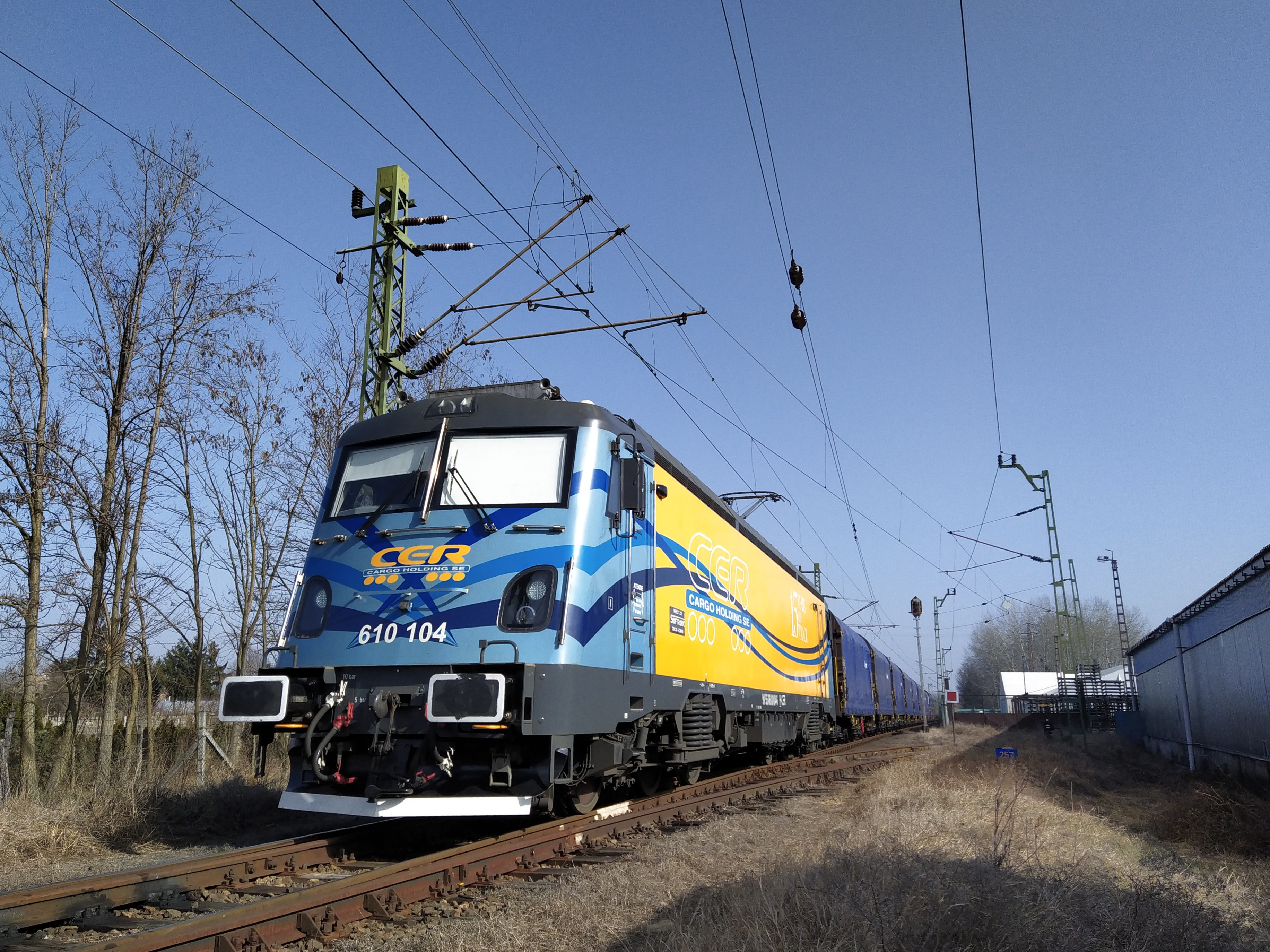
Egy CER Transmontana halad át Kiskunmajsán tehervonattal.
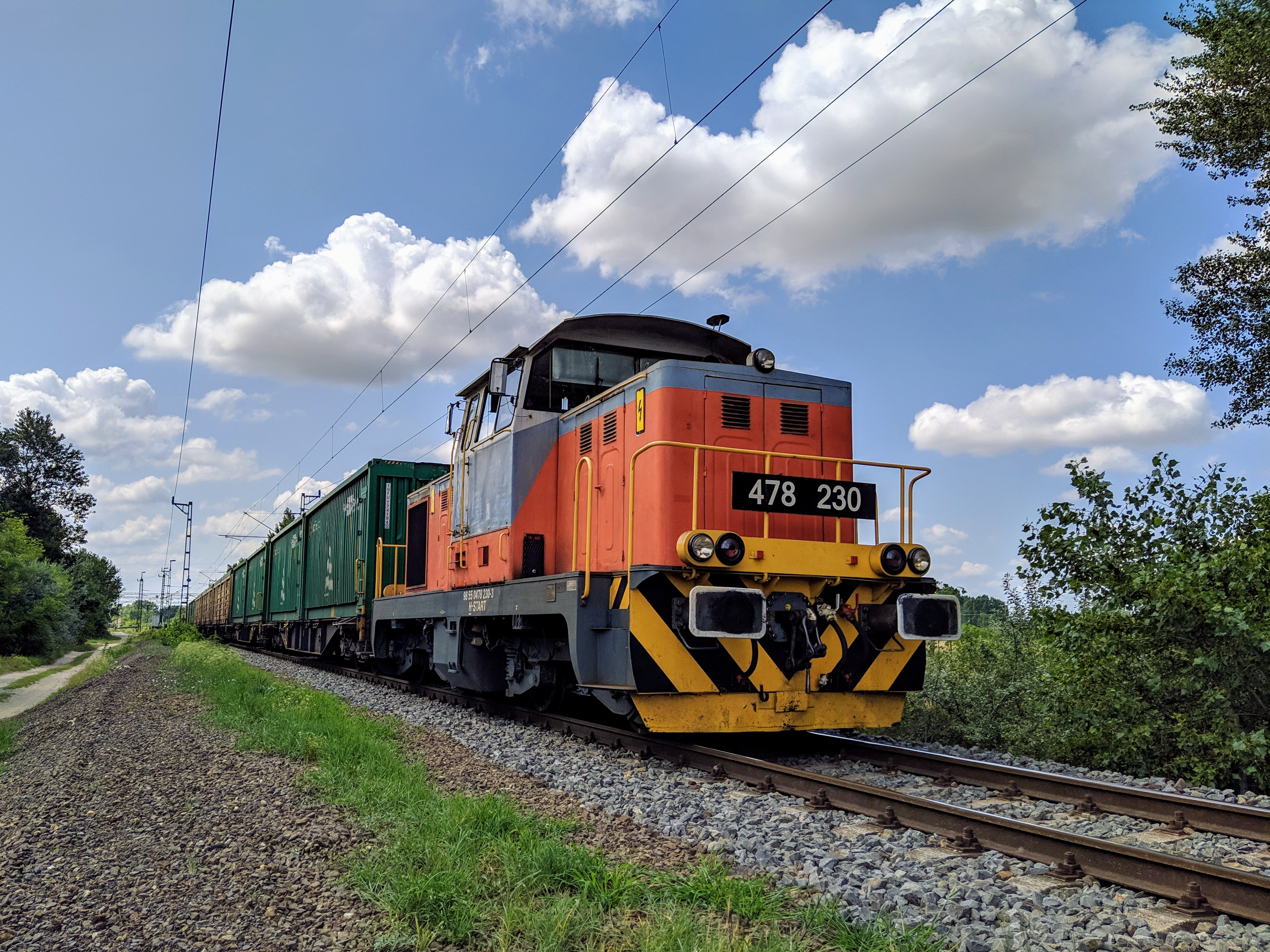
MÁV M47 (478) típusú mozdony "tolatós" vonattal Kiskunmajsán
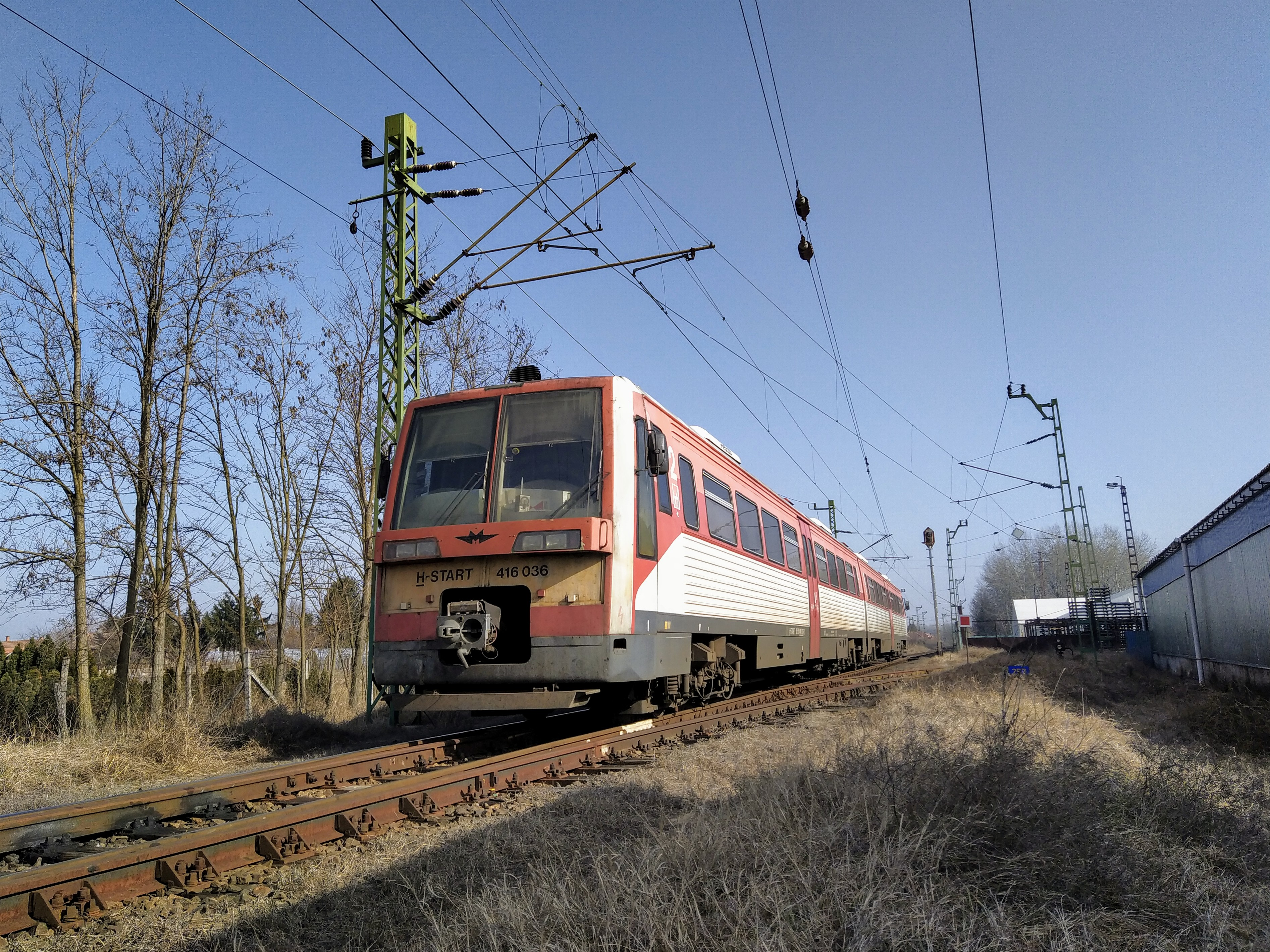
MÁV 416 sorozatú motorvonat Kiskunmajsán. Korábban ilyen szerelvények közlekedtek.
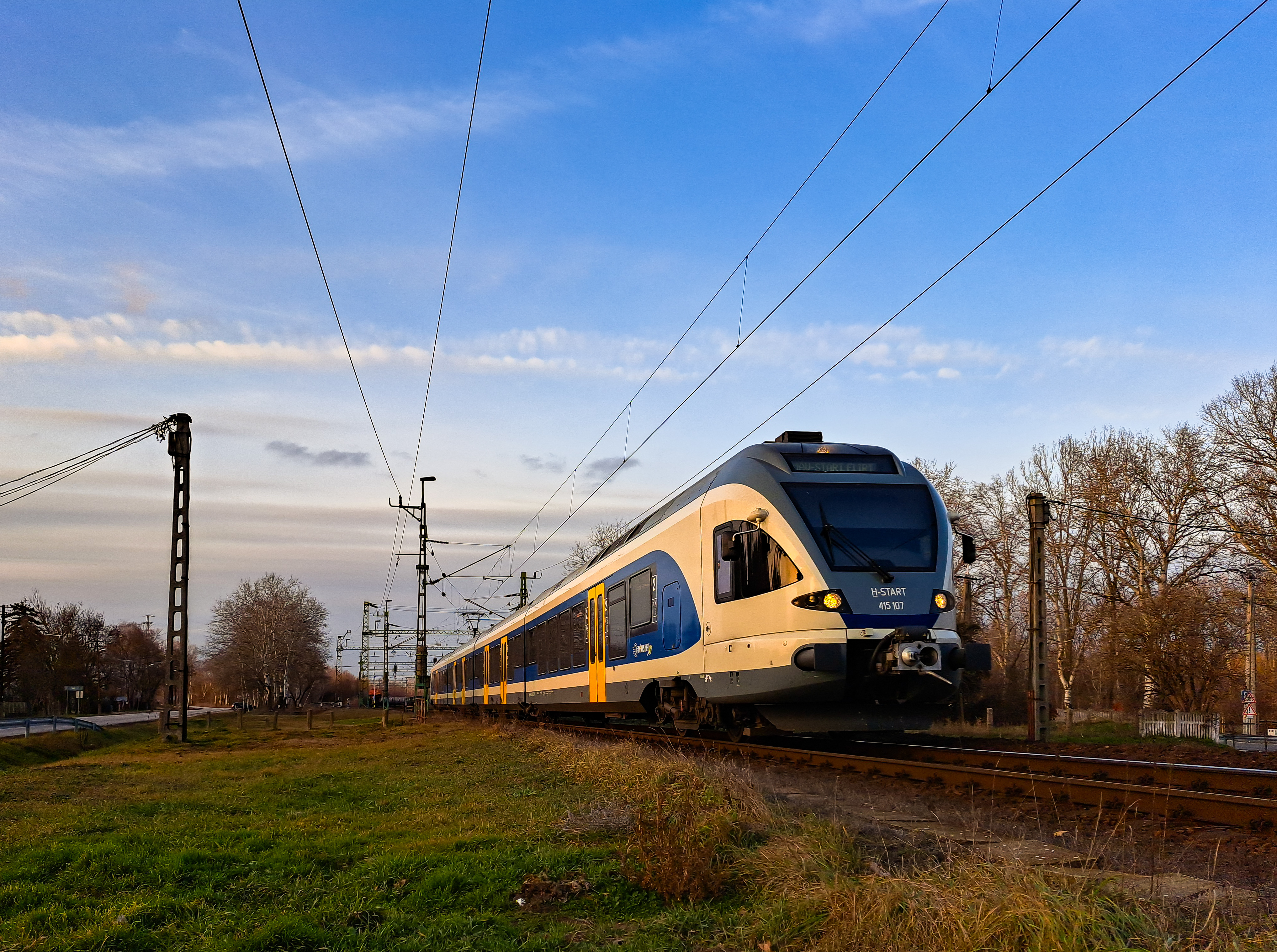
Stadler Flirt hagyja el Kiskunmajsa állomást